# نیلومتر

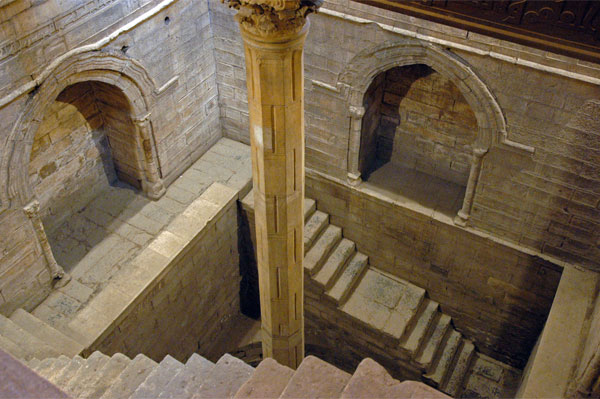
نیلومتر در جزیره روضه در قاهره

نیلومتر (انگلیسی: Nilometer)، سازه‌ای برای اندازه‌گیری میزان شفافیت و سطح آب رود نیل در طول فصل سیلاب سالانه در مصر است. اگر سطح آب پایین بود، به حاصلخیزی دشت آسیب می‌رساند. اگر خیلی بالا بود، نشانهٔ مخرب بودن سیل بود. یک علامت خاص وجود داشت که نشان می‌داد اگر قرار بود مزارع خاک خوبی داشته باشند، ارتفاع سیل باید چقدر باشد.